# パプアニューギニアの空港の一覧
パプアニューギニアの空港の一覧を示す。

## 空港
| 都市                                                        | 州                   | ICAO | IATA | 空港名                                          | 地理座標                                                           |
| ----------------------------------------------------------- | -------------------- | ---- | ---- | ----------------------------------------------- | ------------------------------------------------------------------ |
| Scheduled service                                           |                      |      |      |                                                 |                                                                    |
| アロタウ                                                    | ミルン湾州           | AYGN | GUR  | ガーニー空港                                    | 南緯10度18.7分 東経150度20.35分 / 南緯10.3117度 東経150.33917度    |
| アワバ (Awaba)                                              | 西部州               | AYAW | AWB  | アワバ空港                                      | 南緯08度00.86分 東経142度45.06分 / 南緯8.01433度 東経142.75100度   |
| バイムル (Baimuru)                                          | 湾岸州               | AYBA | VMU  | バイムル空港                                    | 南緯07度29.69分 東経144度49.36分 / 南緯7.49483度 東経144.82267度   |
| バリモ (Balimo)                                             | 西部州               | AYBM | OPU  | バリモ空港                                      | 南緯08度03.07分 東経142度56.42分 / 南緯8.05117度 東経142.94033度   |
| ボッセット (Bosset)                                         | 西部州               | AYET | BOT  | ボッセット空港                                  | 南緯07度14.45分 東経141度05.54分 / 南緯7.24083度 東経141.09233度   |
| ブカ                                                        | ブーゲンビル州       | AYBK | BUA  | ブカ空港                                        | 南緯05度25.29分 東経154度40.49分 / 南緯5.42150度 東経154.67483度   |
| ブロロ                                                      | モロベ州             | AYBU | BUL  | ブロロ空港                                      | 南緯07度13.05分 東経146度38.92分 / 南緯7.21750度 東経146.64867度   |
| ダル                                                        | 西部州               | AYDU | DAU  | ダル空港                                        | 南緯09度05.25分 東経143度12.5分 / 南緯9.08750度 東経143.2083度     |
| エフォギ                                                    | 中央州               | AYEF | EFG  | エフォギ空港                                    | 南緯09度09.34分 東経147度39.60分 / 南緯9.15567度 東経147.66000度   |
| (Fane)                                                      | 中央州               | AYFA | FNE  | Fane Airport                                    | 南緯08度33.07分 東経147度05.11分 / 南緯8.55117度 東経147.08517度   |
| ゴロカ                                                      | 東部山岳州           | AYGA | GKA  | ゴロカ空港                                      | 南緯06度04.9分 東経145度23.45分 / 南緯6.0817度 東経145.39083度     |
| ホスキンズ (Hoskins)                                        | 西ニューブリテン州   | AYHK | HKN  | ホスキンズ空港 (Kimbe Airport)                  | 南緯05度27.62分 東経150度24.06分 / 南緯5.46033度 東経150.40100度   |
| イトコマ (Itokama)                                          | オロ州               | AYIK | ITK  | イトコマ空港 (Itokama Airport)                  | 南緯09度12.01分 東経148度15.88分 / 南緯9.20017度 東経148.26467度   |
| カギ (Kagi)                                                 | 中央州               | AYKQ | KGW  | カギ空港 (Kagi Airport)                         | 南緯09度08.22分 東経147度40.2分 / 南緯9.13700度 東経147.6700度     |
| カミュージー (Kamusi)                                       | 湾岸州               | AYKS | KUY  | カミュージー空港                                | 南緯07度25.39分 東経143度07.26分 / 南緯7.42317度 東経143.12100度   |
| カビエン                                                    | ニューアイルランド州 | AYKV | KVG  | カビエン空港                                    | 南緯02度34.52分 東経150度49.05分 / 南緯2.57533度 東経150.81750度   |
| ケレマ                                                      | 湾岸州               | AYKM | KMA  | ケレマ空港                                      | 南緯07度57.9分 東経145度46.22分 / 南緯7.9650度 東経145.77033度     |
| キコリ                                                      | 湾岸州               | AYKK | KRI  | キコリ空港                                      | 南緯07度25.52分 東経144度14.87分 / 南緯7.42533度 東経144.24783度   |
| キウンガ                                                    | 西部州               | AYKI | UNG  | キウンガ空港                                    | 南緯06度07.45分 東経141度17.15分 / 南緯6.12417度 東経141.28583度   |
| ココダ                                                      | オロ州               | AYKO | KKD  | ココダ空港                                      | 南緯08度53.38分 東経147度43.8分 / 南緯8.88967度 東経147.7300度     |
| クナイェ (Kunaye) / ロンドロヴィト (Londolovit)             | ニューアイルランド州 | AYKY | LNV  | リアール・アイランド空港                        | 南緯03度02.57分 東経152度37.64分 / 南緯3.04283度 東経152.62733度   |
| クンディアワ                                                | シンブ州             | AYCH | CMU  | チムブ空港                                      | 南緯06度01.75分 東経144度58.07分 / 南緯6.02917度 東経144.96783度   |
| ラエ                                                        | モロベ州             | AYNZ | LAE  | ラエ・ナザブ空港                                | 南緯06度34.27分 東経146度43.54分 / 南緯6.57117度 東経146.72567度   |
| レイク・マレー                                              | 西部州               | AYLM | LMY  | レイク・マレー空港                              | 南緯07度00.49分 東経141度29.54分 / 南緯7.00817度 東経141.49233度   |
| ロレンガウ                                                  | マヌス州             | AYMO | MAS  | モモテ空港                                      | 南緯02度03.51分 東経147度25.26分 / 南緯2.05850度 東経147.42100度   |
| トロブリアンド諸島 キリウィナ島 ロスイア                    | ミルン湾州           | AYKA | LSA  | ロスイア空港 (キリウィナ空港)                   | 南緯08度30.65分 東経151度05分 / 南緯8.51083度 東経151.083度        |
| マダン                                                      | マダン州             | AYMD | MAG  | マダン空港                                      | 南緯05度12.6分 東経145度47.22分 / 南緯5.2100度 東経145.78700度     |
| マナリ (Manari) またはマナレ(Manare)                        | 中央州               | AYMA | MRM  | マナリ空港 (Manari Airport)                     | 南緯09度11.53分 東経147度37.25分 / 南緯9.19217度 東経147.62083度   |
| メンディ                                                    | 南部山岳州           | AYMN | MDU  | メンディ空港                                    | 南緯06度08.96分 東経143度39.36分 / 南緯6.14933度 東経143.65600度   |
| ミレイ (Milei)                                              | 中央州               | AYEI |      | ミレイ空港 (Milei Airport)                      | 南緯09度04.81分 東経147度36.17分 / 南緯9.08017度 東経147.60283度   |
| ルイジアード諸島ミシマ島                                    | ミルン湾州           | AYMS | MIS  | ミシマ・アイランド空港                          | 南緯10度41.44分 東経152度50.13分 / 南緯10.69067度 東経152.83550度  |
| モロ (Moro)                                                 | 南部山岳州           | AYMR | MXH  | モロ空港                                        | 南緯06度21.75分 東経143度13.86分 / 南緯6.36250度 東経143.23100度   |
| マウントハーゲン                                            | 西部山岳州           | AYMH | HGU  | マウントハーゲン空港 (カガムガ空港)             | 南緯05度49.84分 東経144度17.99分 / 南緯5.83067度 東経144.29983度   |
| ノマド・リバー (Nomad River)                                | 西部州               | ATNR | NOM  | ノマド・リバー空港 (Nomad River Airport)        | 南緯06度17.62分 東経142度13.98分 / 南緯6.29367度 東経142.23300度   |
| オボ (Obo)                                                  | 西部州               | AYOB | OBX  | オボ空港                                        | 南緯07度35.43分 東経141度19.34分 / 南緯7.59050度 東経141.32233度   |
| オノング (Ononge)                                           | 中央州               | AYQQ | ONB  | オノング空港 (Ononge Airport)                   | 南緯08度40.49分 東経147度15.66分 / 南緯8.67483度 東経147.26100度   |
| ポポンデッタ                                                | オロ州               | AYGR | PNP  | ギルア空港 (ポポンデッタ空港)                   | 南緯08度48.35分 東経148度18.41分 / 南緯8.80583度 東経148.30683度   |
| ポートモレスビー                                            | 首都区               | AYPY | POM  | ポートモレスビー・ジャクソン国際空港            | 南緯09度27.27分 東経147度12.85分 / 南緯9.45450度 東経147.21417度   |
| ラバウル / ココポ                                           | 東ニューブリテン州   | AYTK | RAB  | ラバウル空港 (トクア空港)                       | 南緯04度20.49分 東経152度22.67分 / 南緯4.34150度 東経152.37783度   |
| サセレメ (Sasereme)                                         | 湾岸州               | AYSS | TDS  | サセレメ空港                                    | 南緯07度37分22秒 東経142度52分8秒 / 南緯7.62278度 東経142.86889度  |
| スキ (Suki)                                                 | 西部州               | AYSU | SKC  | スキ空港                                        | 南緯08度02.97分 東経141度43.5分 / 南緯8.04950度 東経141.7250度     |
| タブビル                                                    | 西部州               | AYTB | TBG  | タブビル空港                                    | 南緯05度16.67分 東経141度13.56分 / 南緯5.27783度 東経141.22600度   |
| タピニ (Tapini)                                             | 中央州               | AYTI | TPI  | タピニ空港                                      | 南緯08度21.38分 東経146度59.11分 / 南緯8.35633度 東経146.98517度   |
| タリ                                                        | ヘラ州               | AYTA | TIZ  | タリ空港                                        | 南緯05度50.66分 東経142度56.8分 / 南緯5.84433度 東経142.9467度     |
| タフィ                                                      | オロ州               | AYTU | TFI  | タフィ空港                                      | 南緯09度04.64分 東経149度19.16分 / 南緯9.07733度 東経149.31933度   |
| バニモ                                                      | サンダウン州         | AYVN | VAI  | バニモ空港                                      | 南緯02度41.29分 東経141度17.87分 / 南緯2.68817度 東経141.29783度   |
| ワボ (Wabo)                                                 | 湾岸州               | AYWB | WAO  | ワボ空港 (Wabo Airport)                         | 南緯07度00分 東経145度04分 / 南緯7.000度 東経145.067度             |
| ワニゲラ                                                    | オロ州               | AYWG | AGL  | ワニゲラ空港                                    | 南緯09度20.34分 東経149度09.42分 / 南緯9.33900度 東経149.15700度   |
| ワペナマンダ (Wapenamanda)                                  | エンガ州             | AYWD | WBM  | ワペナマンダ空港                                | 南緯05度38.26分 東経143度53.52分 / 南緯5.63767度 東経143.89200度   |
| ウェワク                                                    | 東セピック州         | AYWK | WWK  | ウェワク国際空港                                | 南緯03度35.1分 東経143度40.05分 / 南緯3.5850度 東経143.66750度     |
| ウィピム (Wipim)                                            | 西部州               | AYXP | WPM  | ウィピム空港                                    | 南緯08度47.36分 東経142度52.86分 / 南緯8.78933度 東経142.88100度   |
| ウォイタペ (Woitape)                                        | 中央州               | AYWT | WTP  | ウォイタペ空港                                  | 南緯08度32.86分 東経147度15.12分 / 南緯8.54767度 東経147.25200度   |
| Other airports/airfields                                    |                      |      |      |                                                 |                                                                    |
| アバウ (Abau)                                               | 中央州               |      | ABW  | アバウ空港                                      |                                                                    |
| アゴーン (Agaun)                                            | ミルン湾州           | AYAG | AUP  | アゴーン空港                                    | 南緯09度55.85分 東経149度23.14分 / 南緯9.93083度 東経149.38567度   |
| アイアムバク (Aiambak)                                      | 西部州               | AYAK | AIH  | アイアムバク空港                                | 南緯07度20.55分 東経141度15.99分 / 南緯7.34250度 東経141.26650度   |
| アイオメ (Aiome)                                            | 湾岸州               | AYAO | AIE  | アイオメ空港                                    | 南緯5度08分32秒 東経144度43分55秒 / 南緯5.14222度 東経144.73194度  |
| エイユラ                                                    | 東部山岳州           | AYAY | AYU  | エイユラ空港                                    | 南緯06度20.02分 東経145度53.98分 / 南緯6.33367度 東経145.89967度   |
| ベンズバック (Bensbach)                                     | 西部州               | AYBH | BSP  | ベンズバック空港                                | 南緯08度51.38分 東経141度15.36分 / 南緯8.85633度 東経141.25600度   |
| (Biangabip)                                                 | 西部州               | AYBQ | BPK  | Biangabip Airport                               | 南緯05度31分35秒 東経141度44分40秒 / 南緯5.52639度 東経141.74444度 |
| グロスター岬                                                | 西ニューブリテン州   | AYCG | CGC  | ケープ・グロスター空港                          | 南緯05度27分 東経148度26.5分 / 南緯5.450度 東経148.4417度          |
| フィンシュハーフェン                                        | モロベ州             | AYFI | FIN  | フィンシュハーフェン空港                        | 南緯06度37.43分 東経147度51.19分 / 南緯6.62383度 東経147.85317度   |
| ガスマタ                                                    | 西ニューブリテン州   | AYGT | GMI  | ガスマタ空港                                    | 南緯06度16.5分 東経150度20分 / 南緯6.2750度 東経150.333度          |
| ガサップ (Gusap)                                            | モロベ州             | AYGP | GAP  | ガサップ空港                                    | 南緯06度03分 東経145度55.7分 / 南緯6.050度 東経145.9283度          |
| ハエロゴ (Haelogo)                                          | 中央州               | AYHG | HEO  | ハエロゴ空港                                    | 南緯09度08.25分 東経147度35.97分 / 南緯9.13750度 東経147.59950度   |
| イウー (Ihu)                                                | 湾岸州               | AYIH | IHU  | イウー空港                                      | 南緯07度54.01分 東経145度24.01分 / 南緯7.90017度 東経145.40017度   |
| ジャッキノー・ベイ                                          | 東ニューブリテン州   | AYJB | JAQ  | ジャッキノー・ベイ空港                          | 南緯05度39分 東経151度30分 / 南緯5.650度 東経151.500度             |
| カンドリアン                                                | 西ニューブリテン州   | AYKC | KDR  | カンドリアン空港                                | 南緯06度12.5分 東経149度32.5分 / 南緯6.2083度 東経149.5417度       |
| キエタ                                                      | ブーゲンビル州       | AYIQ | KIE  | アロパ空港 (キエタ空港)                         | 南緯06度18.2分 東経155度43.4分 / 南緯6.3033度 東経155.7233度       |
| マングーナ (Manguna)                                        | 東ニューブリテン州   | AYNG | MFO  | マングーナ空港                                  | 南緯05度34.95分 東経151度47.55分 / 南緯5.58250度 東経151.79250度   |
| ナマタナイ                                                  | ニューアイルランド州 | AYNX | ATN  | ナマタナイ空港                                  | 南緯03度40分 東経152度26.5分 / 南緯3.667度 東経152.4417度          |
| グリーン諸島ニッサン島                                      | ブーゲンビル州       | AYIA | IIS  | ニッサン・アイランド空港                        | 南緯04度30分 東経154度13.5分 / 南緯4.500度 東経154.2250度          |
| サイドロ                                                    | マダン州             | AYSD | SDI  | サイドロ空港                                    | 南緯05度37.59分 東経146度27.5分 / 南緯5.62650度 東経146.4583度     |
| サラモ (Salamo)                                             | ミルン湾州           |      | SAM  | サラモ空港                                      | 南緯09度40.28分 東経150度47.35分 / 南緯9.67133度 東経150.78917度   |
| サムベリギ (Samberigi)                                      | 南部山岳州           | AYSM |      | サムベリギ空港                                  | 南緯06度43.33分 東経143度56.12分 / 南緯6.72217度 東経143.93533度   |
| サンガピ (Sangapi)                                          | 湾岸州               | AYSK | SGK  | サンガピ空港                                    | 南緯05度07分30秒 東経144度19分23秒 / 南緯5.12500度 東経144.32306度 |
| タジ / アイタペ                                             | サンダウン州         | AYTJ | TAJ  | タジ空港 (アイタペ空港)                         | 南緯03度11.94分 東経142度25.7分 / 南緯3.19900度 東経142.4283度     |
| タラシー                                                    | 西ニューブリテン州   | AYVL | TLW  | タラシー空港 (Talasea Airport)                  | 南緯05度16.21分 東経150度05.32分 / 南緯5.27017度 東経150.08867度   |
| ダントルカストー諸島 グッディナフ島 ヴィヴィガニ (Vivigani) | ミルン湾州           |      | VIV  | ヴィヴィガニ飛行場                              | 南緯09度18.52分 東経150度19.28分 / 南緯9.30867度 東経150.32133度   |
| Former airports/airfields                                   |                      |      |      |                                                 |                                                                    |
| ラエ                                                        | モロベ州             | AYLA |      | ラエ飛行場 (1980年代に閉鎖)                     |                                                                    |
| ラバウル                                                    | 東ニューブリテン州   | AYRB |      | ラバウル空港 (1994年、火山噴火の影響により放棄) |                                                                    |